# 3C 147
3C 147, також відомий як B0538+498, — це квазар, надзвичайно яскраве ядро далекої галактики, в якому активна надмасивна чорна діра. Він був відкритий у 1964 році. 3C 147 розташований у сузір'ї Візничого, недалеко від зорі Омікрон Візничого, яку можна побачити неозброєним оком, оскільки її видима зоряна величина дорівнює приблизно 5.
Визначення точних відстаней до таких далеких об'єктів є складним завданням, оскільки воно залежить від вибору методу вимірювання. Основним показником, який допомагає оцінити відстань, є червоний зсув. Для 3C 147 цей показник становить 0,545, що означає, що світло, яке ми бачимо зараз, подорожувало до Землі близько 5,1 мільярда років. Однак через те, що простір продовжував розширюватися, квазар насправді зараз знаходиться ще далі — приблизно за 6,4 мільярда світлових років від нас.
Спостереження за допомогою радіоінтерферометра Very Long Baseline Array (VLBA) показали, що центральна частина квазара 3C 147 має складну структуру. У ній виділяються два яскравих компоненти, які астрономи позначили як A і B. Вчені помітили, що ці компоненти віддаляються один від одного з такою швидкістю, яка на думку вчених перевищує швидкість світла — приблизно 1,2 ± 0,4 c (де c — це швидкість світла у вакуумі). Це явище називається надсвітловим рухом, але насправді воно не означає, що об'єкти дійсно рухаються швидше за світло. Така ілюзія виникає через особливості релятивістського руху та кута, під яким ми спостерігаємо ці об'єкти.
Окрім того, 3C 147 є важливим об'єктом у радіоастрономії. Вона входить до групи з чотирьох головних радіокалібрувальних джерел, які використовує радіотелескопічний масив Very Large Array (VLA) для точного калібрування своїх спостережень. Разом із 3C 48, 3C 138 і 3C 286 ця галактика допомагає коригувати вимірювання інших астрономічних об'єктів у радіодіапазоні, забезпечуючи високу точність отриманих даних.